# 梅若焦尔内
梅若焦尔内（羅馬化：Mezhozyornyy）是俄罗斯车里雅宾斯克州的市级镇，为该州上乌拉尔斯克区第二大聚居地，也是该区唯一的一座市级镇。地处车里雅宾斯克州南部，位于区行政中心上乌拉尔斯克东北、州府车里雅宾斯克西南方，北距车里雅宾斯克州与巴什科尔托斯坦共和国边界约4公里（通过公路）。距离较近的大城市有马格尼托哥尔斯克。
该地2022年人口有6,413人；2010年人口7,357；2002年人口8,282；1989年人口7,248。